# Attentat de 2013 à La Défense
L'attentat de 2013 à La Défense est une attaque au couteau perpétré contre le soldat français Cédric Cordiez à La Défense, près de Paris, le 25 mai 2013.
L'attaque qui blesse le soldat a lieu trois jours après le meurtre d'un soldat britannique à Woolwich (Grande-Bretagne), dans des circonstances proches.

## Contexte
En mars 2012, le terroriste islamiste franco-algérien Mohammed Merah lance une série de fusillades visant des militaires et des Juifs à Toulouse et Montauban, dans le sud de la France.
Le 25 avril 2013, le chef du conseil des notables d'Al-Qaïda au Maghreb islamique (AQMI), Abou Obeida Youssef Al-Annabi, enregistre un message vocal dans lequel il appelle les musulmans du « monde entier » à « attaquer les intérêts français partout » en réponse à l'intervention militaire française pour stopper l'attaque djihadiste au Mali. Le 7 mai, l'enregistrement est rendu public.
Le 22 mai 2013, le soldat britannique Lee Rigby est assassiné en pleine rue par deux islamistes radicaux, qui le percutent avec une voiture avant de le massacrer à coups de couteau et de hachoir. Aux passants qui regardent la scène horrifiés, les deux hommes expliquent avoir agi en réponse aux « massacres de musulmans » par « les forces armées occidentales », invoquant la loi du talion.

## Déroulement
En fin d'après-midi, le samedi 25 mai 2013, le soldat de première classe Cédric Cordiez, 23 ou 25 ans, originaire de Moreuil (Somme), patrouille en uniforme dans un hall souterrain menant à la gare de la Défense avec deux autres militaires. Il fait partie des 450 militaires déployés en région parisienne dans le cadre du plan Vigipirate et appartient au 4e régiment de chasseurs de Gap et participait à une patrouille mixte avec des policiers. À 17 h 54, un homme s'approche de lui par derrière et le poignarde dans le cou à deux reprises (dont la première manque de peu la veine jugulaire et l'artère carotide) avant de disparaître dans la foule, laissant derrière lui ses affaires (un sac jaune, avec dedans une bouteille de jus d'orange, un couteau de table Laguiole au manche noir dans son emballage et un étui de couteau vide).

## Profil du terroriste
L'assaillant est Alexandre Dhaussy, né le 30 mai 1991 à Versailles et converti à l'islam en septembre 2008. Depuis, il se faisait appeler Abdelhak,,,,,, ou Abdelilah, (parfois orthographié Abdelillah,,).
Déscolarisé depuis la 3ème et versé dans la délinquance, il avait été condamné pour un vol avec violence à Rambouillet en 2008, entraînant ainsi son inscription au Fichier national automatisé des empreintes génétiques (FNAEG),. C'est avec ce dernier que les enquêteurs (disposant d'ADN laissé sur ses affaires abandonnées à La Défense) remontent jusqu'à lui dès le 26 mai 2013 au soir. S'engage alors une chasse à l'homme qui prend fin le 29 mai à 6 h lorsqu'il est arrêté par les policiers de la BRI à La Verrière. Immédiatement placé en garde à vue, il est transféré au 36, quai des Orfèvres où il reconnaît « sans remords » les faits. « Il voulait s’en prendre depuis longtemps à un symbole de l’Etat, à un uniforme, et il était prêt à recommencer » déclare Christian Flaesch, directeur de la police judiciaire parisienne. « Le caractère des faits, leur commission trois jours après Londres et la prière faite juste avant le passage à l'acte, nous laissent supposer qu'il a agi au nom de son idéologie religieuse » affirme François Molins, procureur de la république de Paris.
Ayant abandonné la délinquance après sa conversion à l'islam, Alexandre Dhaussy avait disparu des radars policiers jusqu'à ce jour de juillet 2009 où il a été contrôlé en djellaba après une prière de rue à Maurepas,. Il a alors été fiché par la sous-direction de l'information générale (SDIG) des Yvelines, qui a fait remonter son cas à la direction centrale du renseignement intérieur (DCRI) le 20 février 2013 après qu'il eut refusé de travailler avec des femmes en 2011, refusé de patienter à un arrêt de bus avec des femmes en mai 2012 (entraînant l'intervention de la police municipale de Guyancourt) et effectué un voyage au Maroc à l'été 2012.
Le 31 mai 2013, Alexandre Dhaussy est mis en examen pour « tentative d'assassinat en relation avec une entreprise terroriste » et placé en détention provisoire. Dès ses premiers mois d'incarcération, il exprime des regrets quant à son geste et attire l'attention des psychiatres et des psychologues. La première expertise psychologique diligentée à son sujet révèle une « attitude paranoïaque », un « état dépressif grave », une « distanciation avec le réel » et une « personnalité de structure psychotique ». En prison, il est examiné en tout et pour tout par deux psychologues et cinq psychiatres, qui rendent des conclusions divergentes à son égard. Le 24 septembre 2015, lors d'une audience devant la chambre de l'instruction de la cour d'appel de Paris, deux experts psychiatres entendus sur trois concluent à l'abolition du discernement d'Alexandre Dhaussy au moment des faits, ce qui conduit l'avocate générale à demander à ce qu'il soit déclaré irresponsable pénalement et interné d'office. Le 5 novembre 2015, la chambre de l'instruction de la cour d'appel de Paris rend son verdict en ce sens, une première dans une affaire de terrorisme en France.